# Piattaforma Civica
Piattaforma Civica (in polacco: Platforma Obywatelska; abbreviato in PO) è un partito politico polacco di centro, con una particolare vocazione europeista.
È stato fondato nel 2001 da Andrzej Olechowski, Maciej Płażyński e Donald Tusk come epigono dell'Azione Elettorale Solidarność.
Nelle elezioni dell'ottobre 2023, il partito ha ottenuto il 30.7% dei voti, classificandosi quindi al secondo posto. Il 12 Dicembre 2023, Donald Tusk è stato eletto dal Parlamento Polacco, Presidente del Consiglio dei Ministri, in una coalizione di centro che si identifica come progressista, liberale e pro-UE, e che raccoglie Piattaforma Civica, Lewica (partito di centro-sinistra) e Trzecia Droga (partito di centro).
Inoltre, insieme al Partito Popolare Polacco ha governato la Polonia dal 2007 al 2015, avendo il maggior numero di seggi alla Camera e al Senato. L'ex Primo ministro Ewa Kopacz è un suo esponente. Dal 2009 al 2012 l'europarlamentare di Piattaforma Civica Jerzy Buzek è stato Presidente del Parlamento europeo.
A livello europeo aderisce al Partito Popolare Europeo (di cui Donald Tusk è stato presidente dal novembre 2019 al maggio 2022); nel Parlamento europeo i suoi esponenti siedono nel Gruppo del Partito Popolare Europeo.

## Storia
Piattaforma Civica è nata nel 2001 dall'unione dell'ala conservatrice dell'Unione della Libertà con alcuni partiti di matrice democristiana e conservatrice nati nel contesto dell'Azione Elettorale Solidarność. Suoi fondatori furono Andrzej Olechowski, candidato indipendente alle elezioni presidenziali del 2000, Maciej Płażyński dell'AWS e Donald Tusk dell'Unione della Libertà, che vengono soprannominati i tre tenori.
Alle elezioni parlamentari del 2001 ottenne il 12,68% dei voti ed elesse 65 deputati alla camera bassa.
Nel 2003 Piattaforma Civica aderisce al Partito Popolare Europeo.
Alle elezioni europee del 2004, PO raddoppiò i suoi consensi giungendo al 25,10% dei voti ed ottenendo 15 eurodeputati che risiedono nel Gruppo del Partito Popolare Europeo - Democratici Europei.
Alle elezioni parlamentari del 2005 il partito si conferma come il secondo a livello nazionale e si pone all'opposizione del governo a guida conservatrice.

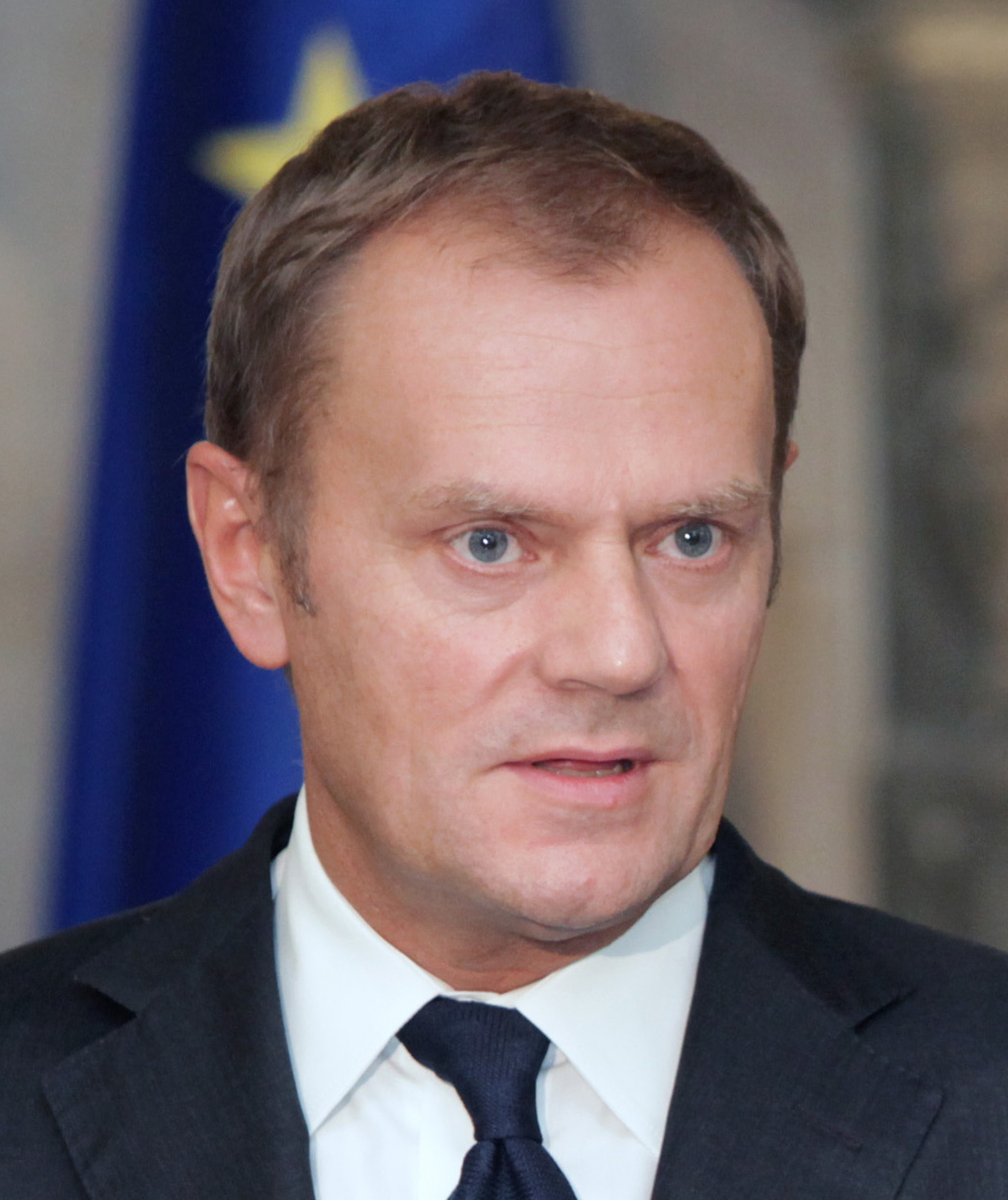
Donald Tusk, Primo ministro della Polonia dal 2007 al 2014 e ancora dal 2023.

Donald Tusk, tra i fondatori e leader del partito, alle elezioni presidenziali del 2005 dal leader del Diritto e Giustizia, Lech Kaczyński. Il PiS e il PO si erano entrambi impegnati ad assicurare al Paese un governo di centro in alternativa ai socialdemocratici dell'Alleanza della Sinistra Democratica. Le divisioni seguite alla mancata elezione di Tusk fecero sì che il PiS desse vita ad un governo di minoranza, sostenuto esternamente da due partiti euroscettici e nazionalisti, Lega delle Famiglie Polacche e Autodifesa della Repubblica Polacca.
Alle elezioni parlamentari del 2007, anticipate per le divisioni interne al governo, il PO divenne il primo partito polacco con il 41% dei voti e 208 seggi. Da quel momento il partito forma una coalizione di governo con il Partito Popolare Polacco: il suo leader Donald Tusk viene nominato primo ministro e così si crea la coabitazione con il presidente Lech Kaczyński.
Alle elezioni europee del 2009 Piattaforma Civica ottiene 3.271.852 voti, il 44,43% ed eleggendo 25 eurodeputati, tra i quali Jerzy Buzek, che viene eletto Presidente del Parlamento europeo. Nel 2009 lascia il partito uno dei suoi cofondatori Andrzej Olechowski.

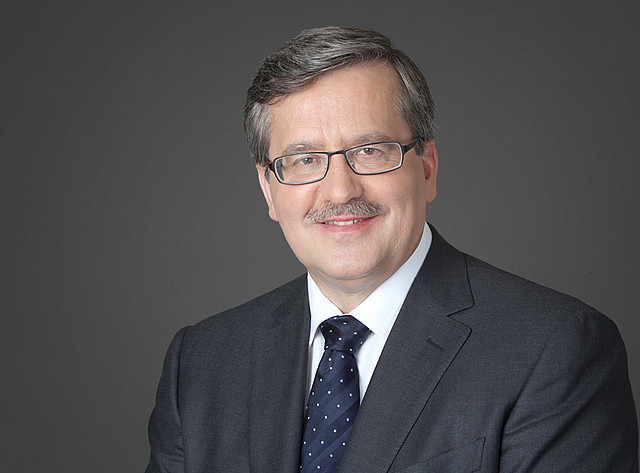
Bronisław Komorowski, Presidente della Polonia dal 2010 al 2015.

In vista delle elezioni presidenziali del 2010 il partito organizza elezioni primarie nelle quali viene eletto candidato presidente il Maresciallo del Sejm Bronisław Komorowski. A seguito dell'incidente aereo presso la Base aerea di Smolensk dove perse la vita Lech Kaczyński, presidente uscente e futuro candidato, proprio Komorowski diventa Capo provvisorio di Stato.
Nell'ottobre del 2010 Janusz Palikot lascia PO e lancia il suo partito, il Movimento Palikot.
Alle elezioni presidenziali del 2010 il candidato di Piattaforma Civica Bronisław Komorowski viene eletto Presidente della Repubblica Polacca con il 53,01% dei voti al ballottaggio, superando così il candidato di Diritto e Giustizia Jarosław Kaczyński, fratello gemello dell'ex presidente morto nell'incidente aereo.
Alle elezioni parlamentari del 2011 Piattaforma Civica si conferma come il primo partito a livello nazionale con 5.474.237 voti e il 39,18% e il suo leader, sempre in coalizione con il Partito Popolare Polacco, Donald Tusk viene confermato primo ministro.
Dal settembre del 2014 alle elezioni del 2015, Piattaforma Civica ha espresso il primo ministro nella persona di Ewa Kopacz, in sostituzione di Donald Tusk nominato presidente del Consiglio europeo.
Il 3 luglio del 2021 Donald Tusk, dopo l'esperienza come presidente del Consiglio europeo (2014-2019), ha ripreso la guida del partito in vista della campagna elettorale per le elezioni del 2023.

## Ideologia e posizioni
Nonostante Piattaforma Civica sia stato per anni un partito liberal-conservatore di centro-destra, dal 2015 in poi, con l'avvento in Polonia dei governi PiS, Piattaforma Civica si è notevolmente spostata verso il centro politico sotto la leadership di Donald Tusk. Il partito abbraccia la tradizione liberale, progressista e centrista, con forti correnti interne tendenti al centro-sinistra.
Dal 2007, quando era alla maggioranza, il partito si è allontanato gradualmente da posizioni demo-cristiane e molti suoi esponenti, tra cui il sindaco di Varsavia e candidato alle presidenziali Rafał Trzaskowski, esprime una visione maggiormente orientata al liberalismo sociale. Nel 2013 il governo introdusse finanziamenti pubblici per la fecondazione artificiale in vitro. Piattaforma Civica sostiene inoltre le unioni civili, la lotta contro l'omotransfobia (che è stata inclusa nell'accordo di coalizione di governo nel 2023) e i matrimoni tra persone dello stesso sesso. Sostiene inoltre la liberalizzazione dell'aborto, che secondo il partito deve essere accessibile su richiesta, gratuito e disponibile fino alla dodicesima settimana di gravidanza.
In passato il partito ha sostenuto la castrazione chimica per i pedofili e la criminalizzazione del gioco d'azzardo.

## Presidenti
| N°  | Ritratto | Presidente        | Periodo                           |
| --- | -------- | ----------------- | --------------------------------- |
| 1   |          | Maciej Płażyński  | 18 ottobre 2001– 1º giugno 2003   |
| 2   |          | Donald Tusk       | 1º giugno 2003 – 8 novembre 2014  |
| 3   |          | Ewa Kopacz        | 8 novembre 2014 – 26 gennaio 2016 |
| 4   |          | Grzegorz Schetyna | 26 gennaio 2016 – 25 gennaio 2020 |
| 5   |          | Borys Budka       | 25 gennaio 2020 – 3 luglio 2021   |
| (2) |          | Donald Tusk       | 3 luglio 2021 – in carica         |

## Risultati elettorali
| Elezione          | Elezione | Voti                 | %                    | Seggi     | Posizione   |
| ----------------- | -------- | -------------------- | -------------------- | --------- | ----------- |
| Parlamentari 2001 | Sejm     | 1.651.099            | 12,68                | 65 / 460  | Opposizione |
| Parlamentari 2005 | Sejm     | 2.849.259            | 24,14                | 133 / 460 | Opposizione |
| Parlamentari 2007 | Sejm     | 6.701.010            | 41,51                | 209 / 460 | Maggioranza |
| Parlamentari 2011 | Sejm     | 5.629.773            | 39,18                | 207 / 460 | Maggioranza |
| Parlamentari 2015 | Sejm     | 3.661.474            | 24,09                | 138 / 460 | Opposizione |
| Parlamentari 2019 | Sejm     | In Coalizione Civica | In Coalizione Civica | 111 / 460 | Opposizione |
| Parlamentari 2023 | Sejm     | In Coalizione Civica | In Coalizione Civica | 122 / 460 | Maggioranza |

| Elezione           | Elezione | Candidato            | Voti       | %      | Esito                |
| ------------------ | -------- | -------------------- | ---------- | ------ | -------------------- |
| Presidenziali 2005 | I turno  | Donald Tusk          | 5.429.666  | 36,33  | ❌ Non eletta/o (2º) |
| Presidenziali 2005 | II turno | Donald Tusk          | 7.022.319  | 45,96  | ❌ Non eletta/o (2º) |
| Presidenziali 2010 | I turno  | Bronisław Komorowski | 6.981.319  | 41,54  | ✔️ Eletta/o          |
| Presidenziali 2010 | II turno | Bronisław Komorowski | 8.933.887  | 53,01  | ✔️ Eletta/o          |
| Presidenziali 2015 | I turno  | Bronisław Komorowski | 5.031.060  | 33,77  | ❌ Non eletta/o (2º) |
| Presidenziali 2015 | II turno | Bronisław Komorowski | 8.112.311  | 48,45  | ❌ Non eletta/o (2º) |
| Presidenziali 2020 | I turno  | Rafał Trzaskowski    | 5.917.340  | 30,46  | ❌ Non eletta/o (2º) |
| Presidenziali 2020 | II turno | Rafał Trzaskowski    | 10.018.263 | 48,97  | ❌ Non eletta/o (2º) |
| Presidenziali 2025 | I turno  | Rafał Trzaskowski    | 6.147.797  | 31,36% | ❌ Non eletta/o (2º) |
| Presidenziali 2025 | II turno | Rafał Trzaskowski    | 10.237.286 | 49,11% | ❌ Non eletta/o (2º) |

| Elezione     | Voti                  | %                     | Seggi   |
| ------------ | --------------------- | --------------------- | ------- |
| Europee 2004 | 1.467.775             | 24,10                 | 15 / 54 |
| Europee 2009 | 3.271.852             | 44,43                 | 25 / 50 |
| Europee 2014 | 2.271.215             | 32,13                 | 19 / 51 |
| Europee 2019 | In Coalizione Europea | In Coalizione Europea | 12 / 51 |
| Europee 2024 | In Coalizione Civica  | In Coalizione Civica  | 17 / 53 |